# 過払金
過払金（かばらいきん）とは、文字通り払いすぎた金銭をいうが、特に、利息制限法の定める利率を超える高利の借入れをした借主が、法律上、借入金の返済は終わったのに返済を続けたため払いすぎた金銭をいう。
本稿では最高裁判所の判決を「最判」と略す。

## 過払金が発生する理由

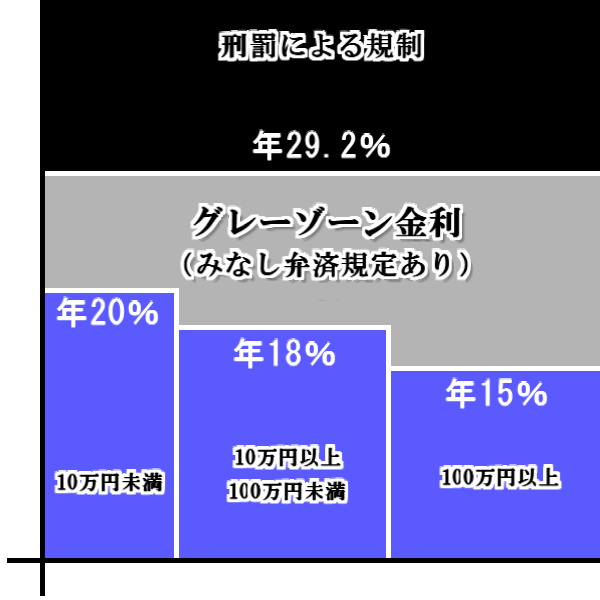
グレーゾーン金利

金銭消費貸借の利息は利息制限法によって次の通り制限されており、これを超える部分は無効となる（同法1条1項）。
- 年20％ - 元本が10万円未満の場合
- 年18％ - 元本が10万円以上100万円未満の場合
- 年15％ - 元本が100万円以上の場合

しかし、現実には消費者金融業者による貸付けは制限利率を超える利息が付されていることが多い。これは、出資の受入れ、預り金及び金利等の取締りに関する法律（出資法）5条2項所定の年29.2%を超えない限り、刑事罰には問われなかったからである。このように、利息制限法を超えるが出資法には違反しない範囲の利息をグレーゾーン金利という。
それでも、利息制限法1条1項がある以上、制限利息を超える制限過利息を支払ったときは、その返還を求めることができるように見えるが、同条2項（平成18年改正により削除）で、制限利息を超える利息を任意に支払ったときはその返還を求めることができない。
この問題を解決したのが最高裁判所の2つの判例である。
最高裁昭和39年判決（昭和37年6月13日最高裁判決判例変更）
制限超過利息を任意に支払ったときは利息制限法1条2項により返還請求をすることはできないが、その利息は残存している元本に充当されるとした。
このように解釈した結果、金融業者側の計算では元本が減っていなくても、実際の元本は減少していくということが起こる。
最高裁昭和43年判決
元本完済後に超過利息の支払が続けられた場合、過払いになった金銭を不当利得（民法703条）として返還請求できるとの判断を示した。その理由は、利息制限法1条2項は元本が存在することを前提とした規定であって、元本が完済された後には適用されないというものだが、結局、実質的に、利息制限法1条2項を空文化するものといえる。
このように、最高裁昭和43年判決によって過払金の返還請求が可能になった。

## 過払金返還請求訴訟の現状
消費者金融業者との間で長期間にわたってグレーゾーン金利での借入れと返済を続けている場合、過払いになっていることが多い。
しかし、消費者金融業者は、弁護士や司法書士などの専門家の介入しない件で、本人に対し、訴訟外で過払金を返還することは少ない。専門家が介入しても、訴訟外で民法704条に基づく利息まで返還することは、当該専門家が過払金返還請求について経験豊かな者でない限り、あまりない。
そこで、債務整理のため依頼した弁護士や司法書士を通して、あるいは代理人を選任せずに（本人訴訟で）、過払金返還請求訴訟を提起することになる。ただし、本人訴訟の場合、貸金業者側の反撃に遭い、後記の民法704条に基づく利息を付さない和解に追い込まれるケースも起こる可能性があり、また、後掲のように、取引履歴の不開示があったり、充当関係で複雑な事案であったりすると、本人訴訟で法律上正しい金額の返還を受けることは極めて困難である。
最高裁判所第二小法廷平成18年1月13日判決以降、後述のみなし弁済について借主側に有利な判例が出ていることもあって、過払金返還請求訴訟が全国で相次いで提起されている。消費者金融業者もこれを受けて業績の見直しを迫られている状況である。これに対して、過払金請求による貸金業者の急激な廃業、それによる信用収縮という状況に警鐘を鳴らすべく、北は旧社団法人青森県貸金業協会から南は旧社団法人沖縄県貸金業協会に至る全国12の旧貸金業協会は、「急増する過払い請求に対して」と題する共同声明を平成19年6月12日に発し、過払金請求の不当を訴えた。
これについては、出資法改正により貸付利率が利息制限法の水準まで引き下げられ、今後、新たな過払金は発生しにくくなること、また、出資法改正により、多重債務者の利払負担が減り、長期的には信用収縮以上に与信需要が低下すると見込まれることから、過渡期における一時的な不都合に過ぎないとする見解もある。
最近は司法書士・弁護士が過払金返還請求に力をいれていて、「過払い金解決」をうたう広告が目立つようになったが、報酬が高額などといったトラブルが増加しているといわれている。弁護士報酬については各事務所ごとに基準が設けられており、近時はホームページなどで公開している事務所も見受けられる。
旧日本弁護士連合会報酬等基準によれば、任意整理については弁護士が債権取り立て等により集めた配当原資額につき、500万円以下の場合15％、500万円を超え1000万円以下の場合10％＋25万円などとされていた。弁護士や司法書士によっては、かかる過払金報酬に加えて任意整理につき減額報酬までを徴収することもあるようであり、多重債務問題の解決を目指すどころか、貸金業者の替わりに弁護士への報酬債務の負担を負うことになった債務者も多数存在するとの問題が指摘されている（ただし、日本弁護士連合会は、平成23年度より「債務整理事件処理の規律を定める規程」を施行し、減額報酬の受領を禁止している。）。
他、過払金返還請求の代理人を務めることで得た報酬について所得を隠し、脱税していた司法書士の存在も判明している。
また、過払金返還訴訟で借主が勝訴する判決が相次いでいるが、これについて、裁判を担当していた神戸地裁社支部の裁判官が「異常事態」とか「司法ファッショと批判されかねない」などと発言し批判していたことが判明し、波紋を呼んでいる。
2010年に経営破綻した武富士から債権譲渡を受けた「富士クレジット」が、武富士の顧客の一部に対し、武富士に（過払金返還請求など）一切の金銭的請求をしないことなどを条件とする「和解書」を送付していたことが判明する。事実上、返還請求を封じようとする動きであるとの指摘が出ており、金融庁などは、弁護士法や債権管理回収業に関する特別措置法（サービサー法）などに抵触する可能性があるとして問題視している。

## 過払金返還請求訴訟における問題点

### みなし弁済
昭和58年、貸金業の規制等に関する法律（現在の貸金業法）が制定された。同法は、貸金業者に対する登録、規制を強化するのと引換えに、貸金業者に対してみなし弁済（みなしべんさい）という恩典を与えるものであった。すなわち、同法43条は次の要件を満たす場合には制限超過利息の支払を有効な利息債務の弁済とみなすと規定している。
- 登録を受けた貸金業者が業として行う金銭消費貸借上の利息の契約であること
- 借主が利息として任意に支払ったこと
- 貸金業者が、借主に対し、消費貸借契約締結の際、遅滞なく、貸金業法17条所定の、契約の内容を明らかにする書面（17条書面）を交付したこと
- 貸金業者が、借主に対し、借主から返済を受けた都度、直ちに、貸金業法18条所定の受取証書（18条書面）を交付したこと

みなし弁済が認められると、前記の最高裁昭和39年による元本に対する充当が認められないので、貸金業者は自己の計算どおりの貸金を請求することができ、過払金も発生しないことになる。
判例は、この貸金業法が成立して以来、17条書面・18条書面に当たるかを厳しく解釈したり、「遅滞なく」、「直ちに」という要件を厳しく解釈したりすることにより、借主を保護しようとしてきた。また、支払いの任意性についても「期限の利益喪失特約（借主が約定利息の支払を怠った場合には期限の利益を喪失し、残元本を一括返済しなければならないとの特約）の存在の下での支払いは任意とはいえない」という判断が最高裁で昭和53年にすでになされていた。
その後、平成16年2月20日最高裁判決の滝井繁男裁判官の補足意見をきっかけに平成18年になって期限の利益喪失特約による任意性の欠缺があらためて注目され、同種の事件のリーディングケースとして注目されることとなった（最高裁にて滝井繁男裁判官の補足意見が上田豊三裁判官以外の１３名の裁判官の多数意見となった）。消費者金融業者の貸付けには通常期限の利益喪失特約が付されているのでこの判決の影響は大きく、今後、みなし弁済の適用を主張することはほぼ不可能になったといえるが、この判決以降においても、シティズにおいては、この最高裁判決を受け期限の利益喪失特約を見直した結果、この最高裁判決以降においても、みなし弁済の主張を認められた下級審の裁判例が存在する。また、この最高裁判例が一つのきっかけとなって、グレーゾーン金利見直しの論議が高まることになった。

### 質屋営業法第36条
質屋営業における金利については、利息制限法第1条第1項の「金銭を目的とする消費貸借の利息の契約」に該当する（後記の長崎地裁、広島地裁判決参照）が、貸金業（利息制限法による10万円未満の年利20.0%）とは異なり平年年利109.5%・閏年年利109.8%（1日当たり0.3%）、暦月9%（厳密には1日当たり0.3%（年利109.5%、109.8%は1日当たり0.3%の年換算に過ぎない）で月の初日から末日までの期間を全ての月で30日とする内容で1期として利息を計算する。したがって、暦月9%となるために、契約日、返済日により日割換算の実質年利が異なるため日割換算で実質年利108%程度以上の高利となる）までとされており、基本的に短期・小額金融であることや質草の鑑定、保管の手数、盗犯防止、盗犯品捜査協力等の費用を加味した高い上限金利が規定されている（質屋営業法第36条）。よって、利息制限法は適用されないとする裁判例が存在する（長崎地裁平成21年4月14日判決判例集未掲載等参照）。ただし、質屋営業にも利息制限法が適用され、超過利息については、返還すべきとの裁判例（大阪地裁平成15年11月27日判決兵庫県弁護士会HP、名古屋地裁半田支部平成23年8月11日判決名古屋消費者信用問題研究会HP参照）も存在する。さらに、質屋営業法第36条は利息制限法の特則であるとする裁判例も存在する（広島地裁平成23年2月25日判決判例集未掲載参照）。このように、質屋営業においては、利息制限法の適用等について下級審の判断が割れており、見解統一の最高裁判例も存在しない。

### 過払金の利息
過払金は民法上の不当利得の規定（民法703条）に基づくものであるから、貸金業者が悪意の受益者であれば、利息を付して返還しなければならない（民法704条前段）。
債務者側は、貸金業者は制限超過利息であることを知って弁済を受けているから貸金業者は悪意の受益者に当たると主張するのに対し、貸金業者側は、みなし弁済が成立すると信じて弁済を受けたのであるから善意の受益者であり、利息の返還義務を負わないとして争うことがある。
この点について、最判平成19年7月13日は、「貸金業者が制限超過部分を利息の債務の弁済として受領したが、その受領につき貸金業法43条1項（みなし弁済）の適用が認められない場合には、当該貸金業者は、同項の適用があるとの認識を有しており、かつ、そのような認識を有するに至ったことについてやむを得ないといえる特段の事情があるときでない限り、法律上の原因がないことを知りながら過払金を取得した者、すなわち民法704条の「悪意の受益者」であると推定される」と判示し、請求する側が貸金業者の悪意を立証するのではなく、貸金業者がみなし弁済規定の適用があると信じ、かつ、そう信じたことについてやむを得ないといえる特段の事情があることを立証しなければならないとした。なお、最判平成21年7月10日は、期限の利益喪失約款がある場合、原則としてみなし弁済の適用がないことを判示した最判平成18年1月13日以前の期間については、それ以前は期限の利益喪失約款があることのみでみなし弁済が否定されるという考えは少数説であったことから、単に、期限の利益喪失約款があることのみをもって貸金業者に悪意を推定できないとした。
なお、悪意の受益者であるとされた場合に、貸金業者が過払金に付して返還すべき利息の利率について争いがあった。すなわち、過払金は民法の不当利得の規定によって発生するものであって、商行為によって生じた（商法514条）ものではないから民法所定の年5%（民法404条）とすべきであるという説と、金融業者は過払金を6%以上の高利で運用することができるから、商事法定利率年6%（商法514条）とすべきであるという説が分かれていた。この点については最判平成19年2月13日が年5%とすべきであるとの判断を示し、実務の取扱いが統一されることとなった。
悪意の受益者の利息の起算日は、「貸主が悪意の受益者である場合における民法704条所定の利息は、過払金発生時から発生する」と最高裁は平成21年7月17日に判断を下している。
また、2011年12月1日には、消費者金融が借主（債務者）に過払金を返還する際に、利息も付加すべきかが争われた2件の訴訟について、最高裁第一小法廷が、「利息を付けて返還する義務がある」との初判断を示した。

### 取引履歴の不開示
借主が、何年何月何日、いくらの借入れ・返済をしたかの記録が残っていれば、過払いになっているかどうか、また、その額を計算することができる。過払金請求訴訟における証拠としても取引履歴が必要である。しかし、長年にわたって借入れと返済を続けた借主の手元にはそのような記録が残っていないことが多いので、金融業者に取引履歴の開示を求める必要がある。
しかし、金融業者は、法令上取引履歴の開示義務を定めた規定はないことなどを理由に、取引履歴の開示に応じないことも多かった。
そこで取引履歴の開示義務が認められるかについて、下級審の判断が分かれていたが、最高裁は、平成17年7月19日、貸金業者は債務者から取引履歴の開示を求められた場合、原則として取引履歴を開示すべき義務を負い、これに反して取引履歴の開示を拒絶したときは不法行為となるとの判断を示した。
この最高裁判決の後も、金融業者が古い取引履歴を廃棄したなどとして開示に応じないことも考えられるが、その場合、どのように過払金の額を計算するかは大きな問題として残っている。

### 過払金の充当
貸金業者と借主との間の消費貸借取引においては、借主が借換えや借増しを行ったり、いったん、貸金を完済した後に再び借入れを行ったり、複数の系列の借入れを行ったりすることが多い。この場合、ある貸金の返済で発生した過払金を他の貸金債務に充当することができれば、その貸金債務に対する元本や利息を減らすことができ、返済額の減額や最終的な過払金の額の増加につながる。また、10年以上前の返済によって発生した過払金の場合、他の貸金債務に充当されないとすれば時効によって消滅してしまうのに対し、他の貸金債務に充当されるとすれば、より多くの過払金が生じることになる。このようなことから、訴訟において充当の可否をめぐって争われることが多くなってきた。
なお、借主が、民法506条1項により過払金を自働債権として、借入金を受働債権として相殺し、同条2項により遡及効を主張しても、相殺の意思表示をした時点で受働債権が弁済によって既に消滅している場合は相殺ができない。
過払金の利率も決着がついた今、過払金問題の最大の争点はこの点であろう。

#### 基本契約がある場合
最判平成15年7月18日は、「同一の貸主と借主との間で基本契約に基づき継続的に貸付けが繰り返される金銭消費貸借取引において、借主がそのうちの一つの借入金債務につき法所定の制限を超える利息を任意に支払い、この制限超過部分を元本に充当してもなお過払金が存する場合、この過払金は、当事者間に充当に関する特約が存在するなど特段の事情のない限り、民法489条及び491条の規定に従って、弁済当時存在する他の借入金債務に充当され、当該他の借入金債務の利率が法所定の制限を超える場合には、貸主は充当されるべき元本に対する約定の期限までの利息を取得することができない」と判断し、基本契約のある場合の他の債務への過払金の充当を認めた。例外的に充当を認めない特約の存在の立証責任は貸主側にあることになろう。
しかし、この理論でいっても、弁済によって過払金が発生しても、その当時他の借入金債務が存在しなかった場合には、上記過払金は、その後に発生した新たな借入金に充当できるか問題となる。なぜなら、過払金発生時に充当すべき債務が存在しないからである。最判平成19年6月7日は、カードローンのリボルビング払い方式について、借入れが別個であっても、同一の基本契約に基づく新たな借入れがあった場合、弁済当時他の借入金債務が存在しないときでもその後に発生する新たな借入金債務に充当する旨の合意を含んでいるものとして過払金発生後の債務への充当を認めた。この場合の合意の存在は借主側に立証責任があることになろう。
この判例が出た後、時効の起算点についても問題となった。継続的な金銭消費貸借取引においては長期間に及ぶことから、時効の起算点をいつにするかによって過払金の額が大幅に異なることになる。貸金業者側は、過払金が発生した時点で、過払金を請求することができるのだからその時点から時効が進行すると主張しており、一部の下級審でこの考えをとった裁判例も存在した。この点について最判平成21年1月22日は貸金業者側の主張を退け、原則として取引終了時を時効の起算点とすると判断した。その理由として、過払金充当合意には、一般には、借主は基本契約に基づく新たな借入金債務の発生が見込まれなくなった時点、すなわち、基本契約に基づく継続的な金銭消費貸借取引が終了した時点で過払金が存在していればその返還請求権を行使することとし、それまでは過払金が発生してもその都度その返還を請求することはせず、これをそのままその後に発生する新たな借入金債務への充当の用に供するという趣旨が含まれているものとされる。そうすると、過払金充当合意を含む基本契約に基づく継続的な金銭消費貸借取引においては、同取引継続中は過払金充当合意が法律上の障害となるというべきであり、過払金返還請求権の行使を妨げるものと解するのが相当である。したがって、過払金返還請求権について上記内容と異なる合意が存在するなどの特段の事業がない限り、取引終了時を消滅時効の起算点とすると判断された。

#### 基本契約がない場合
これに対し、過払金に対する利息の利率を5%と判断した前記最判平成19年2月13日は、同時に、基本契約のない金銭消費貸借取引（第1貸付け）において生じた過払金（第1貸付け過払金）が、その後にされた別の契約による金銭消費貸借取引（第2貸付け）に充当されるかについて、次のように判示した。すなわち、基本契約を締結していたのと同様の貸付けが繰り返されており、第1貸付け時に第2貸付けが想定されていたとか、別途充当に関する特約があるなど特段の事情がない限り、第1貸付け過払金は、第1貸付けに係る債務の各弁済が第2貸付けの前にされたものであるか否かにかかわらず、第2貸付けに係る貸金債務には充当されないとした。
つまり、借入限度を定めた基本契約においては、完済後もしばらくの間は事後の借入れが予定されており、借主が再度融資を受けたとしてもお互いそのつもりだろうが、基本契約がない場合は、貸主も借主も通常そんなことは考えていないだろうから、貸主と借主の間で再度の融資の予定や充当する合意を窺わせるような事情がなければ充当されないということである。そして、そのような特段の事情の立証は借主側に課されていることになろう。
そのような特段の事情が認められない場合、過払金は金銭消費取引ごとに計算される（充当されない）ことになり、貸主は元本に利息制限法所定の利率をかけた利息を受領できるから、過払金は減少することになる。
最判平成19年7月19日は、基本契約は存在しなかったが継続的に借換え・切替えが行われて新債務への充当の合意があったとされた事例で、1回だけ「完済」がなされ契約が途切れていたが、その間が3か月であった事例であり、返済と新たな借入れの期間が密着しているとして1個の連続した貸付取引であると評価することができるとし、新たな借入れについての債務に過払金を充当できる合意があるとして、充当を認めた。この判決で、基本契約がない場合でも1個の連続した貸付取引があるとすれば、充当が認められることが明らかにされたといえよう。
さらに、この判決の基準をより具体化する最高裁判決が平成20年1月18日に出された。この事例は、基本契約は存在したが1回断絶し新たな基本契約を締結した事例である。本件では新債務への充当の合意の要件として2つの基本契約が事実上1個の連続した貸付取引と評価できるかが問題となった。
同一の貸主と借主との間で継続的に貸付けとその弁済が繰り返されることを予定した基本契約が締結され、この基本契約に基づく取引に係る債務の各弁済金のうち制限超過部分を元本に充当すると過払金が発生するに至ったが、過払金が発生することとなった弁済がされた時点においては両者の間に他の債務が存在せず、その後に、両者の間で改めて金銭消費貸借に係る基本契約が締結され、この基本契約に基づく取引に係る債務が発生した場合には、第1の基本契約に基づく取引により発生した過払金を新たな借入金債務に充当する旨の合意が存在するなど特段の事情がない限り、第1の基本契約に基づく取引に係る過払金は、第2の基本契約に基づく取引に係る債務には充当されないと解するのが相当であるとしている。
そして、上記合意が存在するかは、第1の基本契約に基づく貸付け及び弁済が反復継続して行われた期間の長さや、これに基づく最終の弁済から第2の基本契約に基づく最初の貸付けまでの期間、第1の基本契約についての契約書の返還の有無、借入れなどに際し、使用されるカードが発行されている場合にはその失効手続の有無、第1の基本契約に基づく最終の弁済から第2の基本契約が締結されるまでの間における貸主と借主との接触の状況、第2の基本契約が締結されるに至る経緯、第1と第2の各基本契約における利率等の契約条件の異同などの事情を考慮して、第1の基本契約に基づく債務が完済されてもこれが終了せず、第1の基本契約に基づく取引と第2の基本契約に基づく取引とが事実上1個の連続した貸付取引であると評価することができる場合には上記合意が存在するものとされ、第1の基本契約に基づき発生した過払い金を元本への充当が認められるとしている。
この事例では、第1の基本契約と第2の基本契約の間に3年の空白があり、利率等に若干の違いがあるとして、直ちに事実上1個の連続した貸付取引とみることはできないとして、原審に差し戻している。
このように、充当に関し事実上1個の連続した貸付取引とみるかどうかは個別に判断するとの最高裁の判断であり、この点をめぐり時効の問題も絡んで争われることが予想される。
なお、利息制限法は、暴利を禁止し、借主の保護を図る強行法規であるから、その適用に関しては形式的な貸付額を基準とすべきではなく、貸主が実質的に拠出したといえる金額を基準に適用すべきとの考え方がある。たとえば、古い過払金と新しい貸付金の相互の充当を認めなければ、過払金と貸付金が両立することになるが、この場合、法律上、貸主が実質的に拠出しているといえる金額は貸付金から過払金を引いた金額であるから、利息制限法の適用に際しても、その額を基準として制限利率で計算した金額が徴収できる上限であり、形式的な貸付額を基準として利息を計算することは実質的にみて利息制限法を潜脱することになり、許されないとの考え方である。
この見解に立てば、貸付額から過払金を引いた額に対する18%の利息以上の利息を徴収することはできなくなるため、充当についてどう解釈しても、結果として、過払金の額は変わらなくなる。

### 過払金と税
自治体が税金の徴収目的で消費者金融に対し過払金の返還を求める訴訟を起こすケースがある。こうした訴訟は、神奈川県、静岡市、兵庫県芦屋市、山口県下関市など30以上の自治体で起こされている。このうち、芦屋市が、市税を滞納している男性がプロミスに返済した過払金について、同市が滞納者に代わって同社に返還を求めて西宮簡裁に訴えた訴訟で、同簡裁は2008年6月10日に同市の主張を認め、過払金約31万円を同市に支払うよう命じる判決を言い渡した。税徴収目的での過払金の返還を命じる判決はこの判決が初のケースとなる。
また、その反面、悪意の受益として、5%の利息を付して返還金を利得した者のその利得自体が課税対象になるかどうかといった問題も散見される。